# 大平啓朗
大平 啓朗（おおひら ひろあき、1979年6月22日 - ）は、日本の写真家。「文化交流家」を自称する全盲の旅写真家。北海道上川郡下川町生まれ。特定非営利活動法人『ふらっとほ〜む』理事長。次世代の担い手育成推進事業-福祉教育アドバイザー（北海道認定）、ユニバーサルMVを作る会-代表、メンタル コーチ、作家

## 略歴
2003年11月、当時24歳、山形大学大学院の学生時代、薬品の誤飲で失明。
2004年10月、国立函館視力障害センターにて、白杖、パソコン、点字などの生活訓練を受ける。
2005年4月、同センターの理療過程にて、あんま・鍼・灸を学び、2008年国家資格を取得。
2007年、公立はこだて未来大学写真部と初の写真展を開催。
2008年4月、筑波大学大学院人間総合科学研究科、河内清彦教授のもと、心理学を学ぶため、茨城県つくば市に拠点を移す。
2009年11月、YOSAKOIソーランチーム『筑波大学 斬桐舞』を発足後、メンバーとしてSAMURAI JAPONフランス公演に出演。
2010年6月、全国47都道府県を約60箇所民泊にて、1年間の撮影の一人旅を制覇。
2011年12月、自らの事務所、特定非営利活動法人『ふらっとほ～む』を開設。
2012年秋、作品製作などをするため、拠点を地元の北海道名寄市に移す。
2021年5月、自伝的フォトエッセイ「全盲ハッピーマン」出版

## 人物
- カメラを始めたのは、小学校の低学年の時。家にあったマニュアルの一眼レフカメラを外に持ち出し撮影を始めた。高校生の時に、たまたま写真部の顧問が暗室でモノクロ写真を現像しているところに立ち合い、あまりの感動にその場で写真部の入部を決める。このとき部員は0人だった。なお、バドミントン部にもすでに所属していた。大学時代には、アパートの自室を暗室使用にしていた。そのため、現像後に部屋を訪問する友人には、酸っぱいにおいがすると不評だったらしい。失明後は、写真を写心という表現にかえて活動している。これは周りの『心で撮ってる』という言葉がきっかけであり、自分のアイデアではないと講演会で自ら語っている。
- 手話をすることがあるが、これは聴覚障がい者に教えてもらったのがきっかけだとネットなどで公開している。現在でも、ろう者と2人で食事をする時などに語彙を増やすなどして、手話に関心をもっている。
- 2011年1月から双子のアクションパフォーマー黒田兄弟（黒田朋樹・昌樹）と『おーちゃんドラゴン』ユニットとして日本中を講演してまわっている。
- 2012年にはカンボジアの児童養護施設にも訪問。主な共演アーティストとして三味線奏者の新田昌弘（北海道－札幌市・深川町）、シンガーソングライターの大森吉人（宮城県－石巻市）、シンガーソングイラストレイターのはぎのゆきえ（沖縄県－宜野湾市・黒島）、HumanBeatBoxerのTATSUAKI（北海道-札幌市）がいる。その他、個人の活動では共演をきっかけに、ピアニストの山崎理恵（世界コンクール金賞）や、車いすダンサーの神原健太（リオ・パラリンピック閉会式でパフォーマンス）とも交流が深い。地元（名寄市）が同じ、sax奏者の深田元晴（元SOIL&"PIMP"SESSIONS）とは、互いのライヴに誘い合うなどし、コラボレーションしている(2018,19)。
- 2012年10月、出版社A-Worksの代表・高橋歩の出会いから執筆活動をスタートさせる。 東京の下北沢にあるcafe　bar『FREE FACTORY』にて、大平啓朗がコーディネートしたイベントでオーナーの高橋、友人の宇佐美吉啓（EXILE）とトークショーで共演するなど関東でのイベント出演やプロデュースも行っている。2019年には、同じく下北沢のbarエシカルでもトークショーを2度開催した。
- 2013年8月8日、誰もが楽しめるようなMV製作をするため音楽and映像ユニット『∞up∞(アップ)』を同郷の田上圭太と結成。
- 現在、北海道名寄市に拠点をおき、小中学校や大学の授業、各種イベンとでの講演・プロデュース、写心の展示会、音楽ライヴをしながら、国際支援や執筆、作曲などの作品作りを行っている。
- 執筆中のフォトエッセイは、出版社A-Worksから2021年春に出版。全国書店にて発売中。
- 自ら作成した曲『ゆめの星たち』、『さぁ-いこう！やれるさ』を世界初の「手話・字幕・音声ガイド付」 MV＝プリチューとしてとして、2016年3月にリリース。 監督と脚本は、自らが担当し、映画『RISE UP』や『スイッチを押すとき』を監督した「中島良」が撮影と編集に参加。MVの刺し画のイラストは、友人の絵本作家「のぶみ」が担当。他にも、漫画家の「たむらあやこ」や俳優の「大地康雄」も製作に協力。

## 最近の主なメディア露出・出演など
- 2014年9月 - 月刊EXILE2014年11月号 パフォーマーÜSAと対談&大平撮影の写心掲載
- 2014年10月 - BS11ウィークリーニュースONZE 30分の特集番組で登場
- 2016年5月 - NHKラジオ第2 視覚障害ナビ・ラジオ 『一緒に楽しもう！ 字幕・手話・音声ガイド付きミュージックビデオを作って』 30分の特集番組で出演[1][2]
- 2016年6月 - テレビ朝日 人生の楽園 宿のテーマソング製作者として出演[3]
- 2016年11月 - エッセイコンテスト『タビノコトバ』に入選[4]
- 2016年12月 - STVラジオ 第42回ラジオ・チャリティ・ミュージックソン出演、ホールにて写心展示[5]
- 2017年5月 - 月刊ノーマライゼーションー障害者の福祉-５月号 特集『旅』にて文章、写心掲載
- 2017年7月 - 日本ハム ファイターズ、札幌ドームの試合で「Fガールズと子ども達がダンス」企画で登場
- 2017年10月 - ミュージカル「Re;－ [アールイー」（札幌市）に、『全盲の写心家 おーちゃん』として出演（special guest タイムマシーン　黄帝心仙人）
- 2018年10月 - LIFULLのcm『しなきゃ、なんてない。』に〔盲目のカメラマン〕として出演(他出演者-サッカー日本代表 長友佑都選手)
- 2018年12月 - STVラジオ 第42回ラジオ・チャリティ・ミュージックソン出演、しろっぷ(吉本興業)と対談
- 2019年2月 - BS1 NHK「東京オリパラ団」 全盲の旅カメラマン＆イベントプロデューサーとして出演(密着 車いすダンサー 神原健太 放送回)

## 最近の大学講師歴など
- 名寄市立大学保健福祉学部社会福祉学科・社会保育学科
- 福島大学経済経営学類企業経営専攻
- 公立はこだて未来大学情報アーキテクチャ学科
- 東京大学大学院経済研究科
- 愛知教育大学 特別支援教育講座
- 名古屋学芸大学ヒューマンケア学部
- 日本大学芸術学部写真学科